# San Giuseppe da Copertino
San Giuseppe da Copertino ist eine Titelkirche in Rom.

## Überblick
Die Pfarrgemeinde war 1956 ursprünglich als San Marco Evangelista in Agro Laurentino gegründet. Ein Kirchenneubau wurde am 7. Dezember 1956 geweiht. 1972 wurde mit dem massiven Bevölkerungszuwachs eine neue Kirche für San Marco Evangelista in Agro Laurentino im Quartier Giuliano-Dalmata errichtet. 
Seit dem 1. Oktober 1979 ist die Kirchengemeinde mit der „alten“ Kirche durch das Dekret Le molteplici sollecitudin von Kardinalvikar Ugo Poletti eine unabhängige Pfarrei und dem Namenspatron Hl. Josef von Copertino, einem Franziskaner-Minoriten, gewidmet. Bis 2001 war die Kirche den Minoriten anvertraut. 
Am 14. Februar 2015 erfolgte die Erhebung zur Titelkirche der römisch-katholischen Kirche durch Papst Franziskus. 
Der moderne Kirchenbau ist versteckt und nicht leicht zu finden; erkennbar lediglich an einem zweistöckigen Giebel aus rotem Backstein. Eine einstöckige Eingangshalle empfängt den Besucher und leitet ihn weiter in eine Kirche mit einem achteckigen Grundriss. Der Innenraum ist sehr schlicht erstellt aus Ziegelwänden, unterbrochen mit Lichtbändern mit Glasmalereien unterhalb der Dachlinie. Auf die diagonal verlaufenden Wänden setzt das Betondach auf, mit acht riesigen Plattenbalken geteilt in dreieckige Sektoren.
Die Kirche befindet sich an der Via dei Genieri 12 im Quartier Giuliano-Dalmata des Stadtteils Cecchignola im Süden Roms.

## Kardinalpriester
- José Luis Lacunza Maestrojuán OAR, seit 14. Februar 2015